# Leucària
Leucària (en grec Λευκαρία), és un personatge de la mitologia romana, esposa del rei Ital i mare d'Ausoni, l'heroi epònim d'Ausònia (que era l'antic nom d'Itàlia).
O també se la considera mare de Romus, epònim de Roma segons algunes tradicions. Seria filla del rei Latinus i s'hauria casat amb Eneas, i aquí se la confondria amb Lavínia.